# MediEvil 2
(Winston mentre parla a Dan appena resuscitato al museo)
MediEvil 2 è un videogioco di avventura dinamica, seguito di MediEvil, pubblicato da Sony Computer Entertainment nell'aprile 2000 in Europa e nel maggio successivo in Nord America per PlayStation. A differenza del suo predecessore, è rimasto inedito in Giappone.

## Trama
Londra, 1886. A 500 anni precisi dalla sconfitta del perfido Zarok, Sir Daniel Fortesque si gode il riposo eterno e la fama di eroe meritatamente conquistata. L'eroe di Gallowmere riposa ora nel British Museum in una sala a lui dedicata. Ma durante il suo sonno, alcune pagine del libro degli incantesimi di Zarok sono state ritrovate e si trovano ora nelle mani di Lord Palethorn, un perfido nobile inglese dalla smisurata sete di potere. Nel tentativo di radunare un esercito di invincibili non-morti per conquistare Londra, Palethorn risveglierà dal suo sonno secolare anche Dan, che, grazie all'aiuto del Professor Hamilton Kift e del suo servo spettrale Winston Chapelmount, si rimetterà in opera per riportare la pace.
- Finale ottenuto raccogliendo tutti i calici: dopo la sconfitta di Lord Palethorn: improvvisamente comparirà la macchina del tempo davanti a Daniel, Kiya e il professor Kift. Daniel e Kiya decidono di partire, tornando così nel Medioevo, nel periodo esatto in cui si ambientò il primo Medievil. Kiya e Daniel si ritrovano infine nella tana di Zarok dove Daniel combatté la battaglia finale contro lo stregone.

Improvvisamente vengono attaccati dal mostro-drago che era diventato Zarok ma al posto della sua testa c'è quella di Palethorn. Questo fece pensare a un potenziale sequel ma non venne mai realizzato.
- Finale senza avere raccolto tutti i calici: dopo la sconfitta di Palethorn, Daniel e Kiya, in compagnia del professore Kift, fanno ritorno al museo dove Daniel trovò Kiya. Daniel e Kiya salutano il professore per poi tornare a dormire nel loro sonno eterno insieme dentro al sarcofago di Kiya per l'eternità (e andando presumibilmente nel Salone degli Eroi).

## Modalità di gioco
In questo capitolo, oltre a una grafica molto migliorata rispetto a MediEvil, viene introdotto un nuovo sistema di gestione delle armi; Dan potrà difatti equipaggiare due armi contemporaneamente, siano esse per il combattimento ravvicinato che per quello a distanza. Si potrà inoltre passare dalla prima alla seconda arma con una combinazione simultanea di tasti, rendendo così più veloce l'azione durante i combattimenti.
Una maggiore attenzione è stata inoltre rivolta alla gestione dei danni subiti durante gli atterraggi. Dan perderà energia ogni qualvolta si getterà da una considerevole altezza a differenza del precedente capitolo.
Viene inserita una nuova tecnica di esplorazione di fondamentale importanza data anche alle "mani zombie", rintracciabili lungo tutto l'arco del gioco, ora utilizzabili come supporto per la testa di Dan e che saranno utili al fine di osservare aree altrimenti inaccessibili e risolvere enigmi.

## Personaggi principali
- Sir Daniel Fortesque (doppiato da Claudio Moneta): l'eroe di Gallowmere viene ridestato nuovamente dal suo profondo sonno centenario. Appare come uno scheletro in armatura privo di mandibola e dai modi goffi. È il protagonista del gioco. In questo capitolo, a differenza del primo, pur non avendo la mandibola può parlare e sbattere le palpebre dell'unico occhio rimastogli.
- Professor Hamilton Kift (doppiato da Antonio Paiola): personaggio strampalato il professore. Appare come un omino dalla testa grossa e dalle mani meccaniche (si scoprirà, nell'arco del gioco, che le ha perse durante una spedizione). Oltre a dare informazioni a Dan, fornisce anche utili armi in cambio dei calici colmi d'anime sparsi lungo i livelli. Trae nome da uno dei programmatori del videogioco, Martin Hamilton Kift.
- Winston Chapelmount (doppiato da Luca Sandri): è lo spiritello che accoglie nuovamente Dan nel mondo dei vivi. È aiutante del Professor Kift, nonché suo fedele compagno. Nell'arco del gioco lo troviamo più volte a dispensare informazioni riguardo allo svolgimento dei livelli.
- Kiya (doppiata da Silvana Fantini): mummia di un'antica principessa egizia, novantunesima moglie di Ramsete II, viene riesumata dalla sua tomba nel British Museum da Dan. I due legano molto nell'arco del gioco e raggiungono un certo livello di intimità fino a innamorarsi.
- Lord Palethorn (doppiato da Claudio Moneta): è colui che ritrova le pagine perdute del libro degli incantesimi di Zarok. La sua impudenza fa sì che un incantesimo di resurrezione venga scagliato su tutta Londra dando così nuovamente vita ai morti. Il suo unico scopo è quello di ritrovare tutte le pagine mancanti e di conquistare il mondo, è un uomo inglese che per via dell'incantesimo di resurrezione viene tramutato in una sorta di uomo-mostro, il suo aspetto è simile a un uomo con fattezze demoniache, come ad esempio la pelle rossa.
- Mander (doppiato da Antonio Paiola): braccio destro di Palethorn, Mander ha l'aspetto di una lucertola umanoide a causa dell'incantesimo che ha colpito l'intera città. È particolarmente veloce e difficile da colpire.
- Dogman: anch'egli colpito dall'incantesimo lanciato dal suo padrone, Lord Palethorn, Dogman deve il suo nome all'aspetto canino che ora gli appartiene. Non troppo astuto come personaggio, in combattimento risulta estremamente pericoloso data l'ingenza dei danni che è capace di arrecare.
- L'imbroglione: è un astuto mercante che venderà a Dan tutto ciò di cui ha bisogno... a caro prezzo! Non è in grado di parlare e si esprime a gesti e versi. Sostituisce i gargoyle del primo Medievil.

Al posto di Claudio Moneta è accreditato per errore Giorgio Melazzi, sia nel manuale sia nei titoli di coda.

## Nemici
MediEvil 2 ripropone sommariamente tutte le tipologie di nemici presenti nel precedente capitolo, anche se in quantità più esigua. Fra i più presenti vi sono zombie, folletti o in generale morti viventi. Vi sono anche una serie di boss di fine livello.
- Zombie: sono i nemici più comuni nel gioco. Sono uomini defunti tornati in vita a causa dell'incantesimo di Palethorn. Non sono particolarmente pericolosi e possono essere uccisi con cinque o sei colpi di spada, tre dei quali possono far perdere loro gli arti superiori e la testa.  Esiste una variante nel livello Kensington, che saranno sempre in gruppi di quattro e controllati da un capo armato di bastone. Per poterli eliminare definitivamente, bisogna eliminare il capo.

- Moschettiere: corpulenti e resistenti alle armi bianche e da fuoco, sono armati di schioppo e causano ingenti danni. Possono essere trovati nel primo livello del gioco.

- Guardiani di metallo: grossi guerrieri metallici armati di spada. Si trovano generalmente liberi oppure in teche di vetro che romperanno per liberarsi non appena Dan si avvicinerà a loro. Sono di due tipi, verdi e viola. I verdi sono armati solo di spada, quelli viola sono più resistenti dei verdi e possiedono anche uno scudo. Si possono trovare nel museo e nel livello Wulfrum Hall.

- Folletti: nemici somiglianti a dei piccoli maiali armati di torcia, che useranno per attaccare Dan. Sono facilmente eliminabili, anche se difficili da attaccare proprio perché piccoli. A differenza del primo capitolo, non saranno presenti i folletti dalla mano lesta, cioè i folletti ladri che ruberanno le armi a Dan.

- Cuccioli di tirannosauro: piccoli di Tyrannosaurus che attaccheranno Dan con morsi e getti di fuoco sputati dalla bocca.

- Mummie egizie: defunti egiziani mummificati che sorvegliano la tomba di Kiya, nel museo. Sono piuttosto resistenti ma vulnerabili al fuoco. Attaccano con onde energetiche che partono da davanti, dietro e ai lati del nemico, potendo quindi colpire Dan da ogni parte egli si trovi.

- Donne barbute: possono essere trovate nel livello Il Freakshow. Sono enormi ballerine obese che urleranno e attaccheranno Dan colpendolo col proprio corpo.

- Marinai: zombie di marinai defunti, dalle stesse caratteristiche degli zombie classici, ma più resistenti. Da sconfitti, inoltre, possono essere posseduti dagli Octopus, che li renderanno più resistenti e più forti.

- Octopus: sottospecie di piovre verdi che possono controllare le menti di alcuni nemici del gioco e perfino quella di Dan, che lo indurranno a colpirsi da solo con la propria arma. Molto veloce e difficile da colpire.

- Zucche mutanti: esseri umanoidi con la testa di zucca e il corpo da vegetale. Si possono trovare esclusivamente nel livello "I Giardini di Kew". Non sono molto veloci ma i loro attacchi causano ingenti danni.

- Guardiani vampiri: esseri gobbi armati di martello che sorvegliano il castello nel livello "Wulfrum Hall".

- Vampiri: Sono esseri paranormali che sorvegliano i corridoi del castello in "Wulfrum Hall". Sono immuni a ogni tipo di arma, eccetto la balestra incendiaria. Sono vulnerabili alla luce, che li farà prendere fuoco fino a ucciderli.

- Bambina vampiro: uguali in tutto e per tutto ai classici vampiri, tranne per il fatto che sono molto veloci e possono attaccare Dan avvinghiandosi sulla sua testa e controllandolo.

- Mutanti: strani esseri abbandonati dal Professor Kift dai quali dovremmo recuperare le varie parti del corpo che serviranno poi per la creazione di Dankenstein.

- Mullock: tribù che vive nelle fognature poste sotto il laboratorio del professor Kift. Sono un omaggio ai morlock, popolazione che vive nel sottosuolo nel romanzo La macchina del tempo. Lo stesso dicasi per la macchina usata da Dan per il viaggio nel tempo, disegnata sul modello di quella ne L'uomo che visse nel futuro, pellicola del 1960 liberamente tratta dal romanzo. Inizialmente adoreranno Dan come un Dio, per poi però diventare i suoi nemici quando egli preleva la Pietra del tempo. Sono armati di lancia e infliggono copiosi danni.

- Tentacoli di Octopus giganti: tentacoli che tengono in ostaggio le donne del re Mullock nel livello "Le Fognature". Attaccano mordendo.

- Poliziotti: forze dell'ordine che pattugliano le strade di Whitechapel per il coprifuoco. Inseguono e attaccano Dan nel corso del livello a colpi di sfollagente.

- Isibold Brunel: ricco imprenditore nobile deceduto a Whitechapel. È necessario ucciderlo (perché essendo defunto anch'esso è resuscitato sotto forma di zombie) per recuperare una parte del suo travestimento che servirà per avere accesso al club privato, dove potremo avere qualche informazione su Kiya.

- Demoni alati: somiglianti in tutto e per tutto ai demoni delle tenebre alati del primo capitolo, anche nei versi che emettono, sorvegliano la cattedrale nel livello "Le Guglie della Cattedrale". Sono piuttosto resistenti alle armi di Dan.

- Demoni: simili a lupi, sono resistenti quanto i demoni alati e attaccano saltando addosso a Dan e mordendolo.

Di tanto in tanto è possibile avere scontri con svariati boss. In ordine:
- Tirannosauro: primo boss del gioco, lo si affronta nel British Museum. È lo scheletro di un dinosauro che sputa fuoco. Dopo averlo sconfitto una volta, si trasformerá in uno Pterodattilo. Sconfitto definitivamente, rilascerà una bottiglia della vita.

- Elefanti Meccanici: si trovano nel Freak Show. Sono enormi elefanti costruiti dai folletti. Si possono sconfiggere uccidendo i folletti che li controllano o facendogli cadere degli oggetti pesanti sulla testa.

- Dogman e Mander: scagnozzi di Palethorn che ci ritroveremo ad affrontare nel livello "L'accademia Navale di Greenwich". Dogman risulterà poco agile ma causerà ingenti danni se colpirà Dan. Mander invece causerà meno danni del compagno, ma sarà molto più difficile da colpire a causa della sua velocità.

- Sterminatore D'acciaio, o Iron Slugger: enorme robot costruito da Palethorn "dal record di 40 vittorie e 0 sconfitte" che dovremmo sconfiggere con Dankenstein in un incontro di boxe.

- Il conte: vampiro che si distingue da quelli comuni per un'armatura più resistente e per l'aspetto esteriore diverso. Si sconfigge facendo riflettere la luce del sole dai quattro specchi posti nel livello. Attacca Dan con pugni e pipistrelli incendiari.

- Lo Squartatore: lo stesso squartatore che ucciderà Kiya in "Whitechapel", ispirato a Jack lo squartatore. Stavolta Dan tornerà indietro nel tempo per impedire appunto la morte della donna e uccidere l'assassino.

- Il Demone: enorme demone che dovremo sconfiggere insieme con Palethorn e i suoi scagnozzi durante la battaglia finale del gioco.

## Armi
Così come nel precedente capitolo, Dan potrà usufruire di una serie di armi bianche fra cui spade e martelli da guerra. Trovandosi però nel diciannovesimo secolo, l'uso degli archi è stato ovviato dall'uso di pistole e archibugi. Di seguito la lista delle armi del gioco:
- Braccio: come nel primo episodio sarà possibile staccare un braccio dal corpo di Dan e utilizzarlo come mazza o come arma da lancio, in stile boomerang.
- Spada Corta: la prima vera e propria arma trovata da Dan nel Museo. Si trova all'interno di una teca della sala opposta alla bara di Dan. Come nel primo capitolo è possibile usare un attacco speciale rotante per eliminare ogni nemico intorno a Dan.
- Pistola: seconda arma trovata da Dan nel Museo. È una pistola ottocentesca dalla discreta potenza e dal corto-medio raggio.
- Torcia: arma utilizzata per illuminati nei luoghi oscuri e bruciare i nemici.
- Bastone: la prima arma ricevuta in premio per l'ottenimento del Calice. Sembra un normalissimo bastone da passeggio, ma possiede un attacco speciale che rilascia un'aura di distruzione attorno a Dan.
- Martello di Thor: ha un'importanza maggiore rispetto al martello del primo MediEvil perché ha potenza e raggio maggiori. Può schiacciare i nemici e rilasciare un'aura distruttiva attorno a Dan.
- Balestra: una balestra dal rateo di fuoco rapidissimo che rilascia dei dardi che possono rimbalzare contro i muri.
- Ascia: è un'ascia bipenne di discreta potenza, può essere anche lanciata contro i nemici e torna indietro come un boomerang.
- Bombe: delle granate che esplodono dopo tre secondi dal rilascio. Possono anche essere accese per esser lasciate cadere senza lanciarle premendo due volte X.
- Spada incantata: lama equivalente allo spadone del primo MediEvil. Possiede anche un potere magico che diminuisce col passare del tempo, che può essere ricaricato dal mercante. L'attacco rotante è identico a quello della spada corta. A differenza del precedente capitolo la spada incantata non appare come arma a sé stante, bensì come potenziamento della spada corta.
- Schioppo: potentissimo fucile a corto raggio, che però dovrà essere manovrato con entrambe le mani, impedendo quindi l'equipaggiamento dello scudo.
- Balestra Incendiaria: come dice il nome, è una balestra uguale in tutto e per tutto a quella già citata, eccezion fatta per i dardi incendiari.
- Spada Magica: la cara vecchia spada magica del primo MediEvil. È la più potente arma da mischia del gioco e, a differenza della spada incantata, il suo potere magico è illimitato.
- Fulmine: bagliore bianco-viola alla mano di Dan che rilascia fulmini, che possono concatenarsi e attaccare più nemici contemporaneamente. Non può essere ricaricata dal mercante.
- Fulmine del bene: arma utilizzata nel combattimento contro Jack lo squartatore. Può essere utilizzata per curare Keya donandole l'energia di Dan.
- Mitragliatrice: potentissimo mitragliatore a canne rotanti. Dotato di un caricatore enorme di 999 colpi, può disintegrare qualsiasi nemico con pochi proiettili. Esattamente come lo schioppo, equipaggiare quest'arma impedirà di poter utilizzare lo scudo.
- Cosce di pollo: arma ottenibile nel minigioco al FreakShow. Lanciando le cosce di pollo ai nemici, essi si trasformeranno in dei polli arrosto, che se mangiati permettono di riottenere energia.

## Livelli
Nel gioco sono presenti diversi luoghi di Londra realmente esistenti, generalmente relativi al periodo vittoriano. I livelli di gioco regolari ammontano a 21 in cui la seguente è la zona principale del gioco. Di seguito l'elenco completo dei livelli:
| Titolo                                 | Svolgimento |
| -------------------------------------- | --- |
| Il museo                               | Dan torna in vita per contrastare Lord Palethorn: la sua prima missione è di fuggire dal British Museum in cui si è risvegliato. |
| Resti del tirannosauro                 | Prima di fuggire dal museo Dan deve affrontare il Tirannosauro. |
| Kensington                             | Dan deve indagare sui misteriosi avvenimenti di Londra cominciando dall'epicentro dell'esplosione della magia a Kensington. In una casa ritrova un orologio da tasca appartenuto a chi ha lanciato l'incantesimo.                                                          |
| Kensington, la tomba                   | Dopo aver spiato i due servi di Lord Palethorn Dan penetra di nuovo nel museo dove affrontando delle mummie guardiano libera la principessa Kiya dal suo sepolcro. |
| Il Freakshow                           | Dopo aver liberato la principessa Kiya Dan deve penetrare in un circo itinerante per fermare i piani dei demonietti al servizio di Palethorn: essi vogliono distruggere la città con un esercito di elefanti meccanici.                                                    |
| Osservatorio di Greenwich              | Dan, inizialmente spaesato a causa di un volatile che gli ruba la testa, deve affrontare vari zombie e dei mostri verdi per entrare nell'osservatorio |
| Accademia navale di Greenwich          | Dan affronta ancora gli zombie e i mostri verdi e deve recuperare un soffietto in acqua per poter far funzionare una mongolfiera ed entrare nell'osservatorio, rovinando così accidentalmente un piano di Palethorn e dovendo affrontare i suoi scagnozzi Mandel e Dogman. |
| I giardini di Kew                      | Dan deve salvare alcune persone dalla furia delle zucche mutanti. |
| Dankenstein                            | Dan deve recuperare vari arti che servono al prof. Kift per la costruzione di un mostro pugilatore per contrastare le creature di Palethorn. |
| Iron Slugger                           | Il prof. Kift, accidentalmente fa cadere la testa del pugile e quindi è costretto a usare quella di Dan che quindi deve affrontare lo "sterminatore d'acciaio". |
| Wulfrum Hall                           | Dan deve uccidere vari vampiri utilizzando solamente la luce solare risolvendo dei rompicapi. |
| Il Conte                               | Dan deve sconfiggere il terribile Conte. |
| Whitechapel                            | Dan deve salvare Kiya, caduta nelle mani dello Squartatore, ma fallisce nella sua impresa. |
| Le fognature                           | Dan deve salvare le donne del Re Mullock, imprigionate da dei mostri. |
| La macchina del tempo                  | Dan deve recuperare alcuni pezzi della macchina del tempo che gli servirà per salvare Kiya. |
| La macchina del tempo, Le fogne        | Dan deve recuperare la "pietra del Tempo" e travestirsi da re Mullock per potenziare la macchina del tempo e salvare Kiya. |
| La macchina del tempo, Lo squartatore  | Dan deve uccidere "Lo Squartatore" e salvare Kiya. Dopo la sua vittoria il Dan del passato e il Dan del futuro si fondono in un unico individuo e il nuovo Daniel Fortesque riceve un'armatura d'oro.                                                                      |
| Le guglie della cattedrale             | Dan deve recuperare alcune anime ed entrare nella cattedrale per recuperare l'ultima pagina del libro degli incantesimi di Zarok |
| Le guglie della cattedrale, La discesa | Dan deve continuare il lavoro che stava già facendo nel precedente livello e alla fine è costretto a fuggire a causa del crollo della Cattedrale |
| Il demone                              | Dan vedendosi sottratta l'ultima pagina da Palethorn ingaggia con lui e con i suoi scagnozzi una dura lotta che culminerà nella battaglia contro un enorme demone e con la sua vittoria                                                                                    |
| Il laboratorio del Professore          | Dan è stato trasportato dall'inizio del museo fino al laboratorio del Professor Hamilton Kift dove supererà tutti gli obiettivi che il professore gli assegnerà |

## Colonna sonora
Come nel precedente capitolo, la colonna sonora del gioco è stata curata dal duo Bob & Barn (pseudonimo dei compositori inglesi Paul Arnold e Andrew Barnabas), non disponendo di una vera orchestra; l'intero lavoro è realizzato con campionatori e sintetizzatori. Il tema musicale del livello Iron Slugger è un omaggio alla canzone Eye of the Tiger.